# Большая четвёрка (роман)
«Большая четвёрка» (англ. The Big Four) — детективный и шпионский роман Агаты Кристи, опубликованный в 1927 году издательством William Collins & Sons. Роман рассказывает о расследовании Эркюля Пуаро, капитана Гастингса и инспектора Джеппа.
Роман представляет собой цепь связанных между собой рассказов, в которых фигурируют так называемые члены «Большой четвёрки», международной организации, которую Пуаро подозревает в заговоре.

## Сюжет
Ранее роман состоял из двенадцати рассказов:
- 1. Ли Чанг Йен
- 2. Загадка бараньей ноги
- 3. Женщина на ступенях
- 4. В стане врага
- 5. Тайна жёлтого жасмина
- 6. Шахматная задача
- 7. Западня с наживкой
- 8. Крашеная блондинка
- 9. Умирающий китаец
- 10. Личность номера четвёртого
- 11. Смерть Эркюля Пуаро
- 12. Победа над большой четвёркой.

Гастингс, давно живущий в Аргентине, едет в Англию, чтобы встретиться с Пуаро. Пуаро же собирается перебраться в Аргентину, где ему предложили очень хороший гонорар за расследование. Пуаро сообщает, что его расследование связано с некой «Большой четвёркой». В момент разговора в квартиру Пуаро вваливается еле живой человек, который бредит четвёркой. Из обрывистого рассказа незваного гостя Пуаро и Гастингс узнают, что «Большая четвёрка» состоит из четырёх человек: китайца — мозгового центра организации, американца — финансового магната, француженки — женщины-вамп и таинственного номера четыре — экзекутора.
Оставив молодого человека на попечении квартирной хозяйки, Пуаро и Гастингс спешат на поезд. Однако в поезде Пуаро понимает, что его поездка в Аргентину — это способ удалить его подальше от событий. Они спешно возвращаются в квартиру Пуаро и обнаруживают молодого человека мёртвым. Его отравили цианидом. В этот момент появляется некий санитар, утверждающий, что молодой человек сбежал из психлечебницы. Как оказалось позже, санитар был фальшивым, а в психлечебнице Пуаро заверили, что такого пациента у них никогда не было.
Пуаро и Гастингс едут к человеку, который больше всех в Англии знает о китайцах. Они хотят выяснить всё о мозговом центре организации.
Пуаро и Гастингс оказываются в центре цепочки загадочных событий. Не раз они сталкиваются со смертью лицом к лицу: Пуаро пытаются устранить.
В романе встречается Ахилл Пуаро, брат-близнец Эркюля, позднее оказавшийся самим Пуаро, работающим под прикрытием.

## Персонажи

### Главные
- Эркюль Пуаро (Hercule Poirot) — знаменитый бельгийский частный детектив, главный противник Большой четвёрки
- Капитан Артур Гастингс (Captain Arthur Hastings) — друг Пуаро, приехавший из Аргентины
- Старший инспектор Джепп (Chief Inspector Japp) — полицейский, официально ведущий дело

### «Большая Четвёрка»
- Ли Чанг Йен (Li Chang Yen) — китаец, мозг организации
- Эйб Райланд (Abe Ryland) — американец, деньги Большой четвёрки
- Мадам Оливье (Madame Olivier) — француженка, специалист в области ядерной физики, проводящий эксперименты с радием
- Клод Даррел (Claude Darrell) — англичанин, «палач-экзекутор»

### Другие
- Меерлинг (Mayerling) — сотрудник Интеллидженс Сервис. В полусознании пробрался в квартиру Пуаро и сообщил ему о членах Большой четвёрки. Был убит Номером четыре с помощью синильной кислоты.
- Джон Инглз (John Ingles) — синолог. Дал Пуаро ценные сведения о Ли Чанг-Йене. Отправился в Китай, где как-то узнал о местонахождении штаб-квартиры Большой четвёрки. Был убит (по официальной причине, упал за борт при переезде из Шанхая в Лондон), но сумел отправить своего слугу, который и рассказал Гастингсу ценные сведения. Слуга тоже был убит.
- Джонатан Уолли (Jonathan Wally) — старый алкоголик. Был убит Большой четвёркой.
- Бетси Эндрюс (Betsy Andrews) — кухарка Джонатана Уолли.
- Роберт Грант (Robert Grant), он же Абрахам Биггс (Abraham Biggs) — слуга Джонатана Уолли, бывший квартирный вор.
- Саундерс (Saunders) — член Общества помощи заключённым, он же Номер четыре.
- Инспектор Мидоуз (Inspector Meadows) — полицейский, расследовавший убийство Уолли.
- Капитан Кент (Captain Kent) — сотрудник американской секретной службы.
- Джон Холлидей (John Holliday) — английский физик. Был похищен людьми мадам Оливье для использования его знаний.
- Миссис Холлидей (Mrs. Holliday) — жена Холлидея.
- Мадемуазель Клод (Mlle Claude) — помощница мадам Оливье.
- Мсье Анри (M. Henry) — помощник мадам Оливье.
- Профессор Бургоне (Prof. Bourgoneau) — французский учёный.
- Графиня Вера Русакова (Countess Vera Rossakoff) — русская аристократка в эмиграции, однажды организовавшая ограбление лондонского ювелирного магазина. Одна из самых приближённых к Большой четвёрке людей. Давняя любовь Пуаро.
- Пьер Камбо (Pierre Cambeau) — друг Пуаро, помогший ему с Гастингсом сойти с поезда Париж — Кале.
- Феликс Леон (Felix Leon) — молодой человек, пришедший к Пуаро и Гастингсу якобы для подкупа и угроз. Во время борьбы с Гастингсом намеренно роняет свою записную книжку, в которой оказалась бумажка, сообщающая о «месте и времени встречи Большой четвёрки». Номер четыре.
- Эплбай (Appleby) — американский секретарь Эйба Райленда.
- Мисс Мартин (Miss Martin) — стенографистка Райденда, агент Большой четвёрки.
- Джеймс (James) — второй лакей Райленда, Номер четыре.
- Дейвис (Davis) — камердинер Райленда.
- Стивен Пейнтер (Stephen Paynter) — путешественник, автор рукописи «Тайная рука в Китае», в которой он, предположительно, писал о Ли Чан-йене. Убит с помощью инъекции корня жёлтого жасмина.
- Джеральд Пейнтер (Gerald Paynter) — племянник Стивена Пейнтера, молодой художник.
- А Линь (Ah Ling) — слуга Стивена Пейнтера.
- Доктор Квентин (Dr. Quentin) — врач Пейнтера. Номер четыре.
- Доктор Саваранов (Dr. Savaranoff) — русский шахматист, гроссмейстер. Номер четыре.
- Гилмор Уилсон (Gilmour Wilson) — американский шахматист. Убит во время матча с Саварановым из-за возможного разоблачения Номера четыре.
- Соня Давилова (Sonia Daviloff) — племянница Саваранова.
- Иван (Ivan) — слуга Саваранова.
- Флосси Монро (Flossie Monro) — бывшая возлюбленная Клода Даррела. Была убита им. Рассказала Пуаро особую примету Даррела.
- Мистер МакНейл (Mr. McNeill) — адвокат Пуаро.
- Пэр Сидней Кроутер (Sidnay Croter) — министр внутренних дел Англии. Большой поклонник Пуаро.
- Мсье Дежардо (M. Desjardeu) — премьер-министр Франции.
- Мистер Темплтон (Mr. Templeton) — якобы жертва Большой четвёрки.
- Мейбл Палмер (Mable Palmer) — медсестра-сиделка Темплтона, член Ларкской сестринской общины. Агент Большой четвёрки.
- Миссис Темплтон (Mrs. Templeton) — жена Темплтона. Агент Большой четвёрки.
- Микки Темплтон (Mickey Templeton) — сын Темплтона, пасынок миссис Темплтон. Номер четыре.
- Доктор Тревз (Dr. Treves) — врач Темплтона. Агент Большой четвёрки.
- Доктор Риджевей (Dr. Ridgeway) — приятель Пуаро и Гастингса.
- Ахилл Пуаро (Achilles Poirot) — брат-близнец Пуаро, на самом деле — сам Эркюль Пуаро, перевоплотившийся, чтобы обмануть Большую четвёрку. Якобы живёт в Спа. Является подобием Майкрофта Холмса, старшего брата Шерлока Холмса.
- Капитан Харвей (Captain Harvey) — сотрудник Интеллидженс Сервис.

## Литературная критика
Роман был написан в непростой период жизни Агаты Кристи. Недавно умерла её мать, первый брак уже стоял на грани развода. Критики, принявшие роман достаточно прохладно, связывают это именно с событиями в личной жизни писательницы.
- Книжное обозрение газеты «The Times» (англ. The Times Literary Supplement) от 3 февраля 1927 года дало такую оценку роману: «…данная история не столько разгадывание загадки, сколько перечисление столкновений Пуаро с одной из тех узнаваемых групп международных мошенников, что обладают безграничной властью и стремятся к мировому господству». Гастингса охарактеризовали «тупым, как всегда»[1].
- В книжном обозрении газеты «The New York Times» (англ. The New York Times Book Review) 2 октября 1927 года была опубликована рецензия на роман: Номер Четыре остается загадкой практически до самого конца. Это, конечно, осложняет детективу расследование и мешает защищаться от нападений, что и придаёт повествованию нервное ожидание[2].
- Газета «The Scotsman» 17 марта 1927 года написала, что «Деятельность Пуаро нельзя воспринимать серьёзно. Книга больше напоминает гипертрофированную пародию на популярные детективные романы, чем серьёзное произведение в этом жанре. Но роман, безусловно, обеспечит массу удовольствия тем читателям, которые ожидают веселья. Если это было целью писательницы, то она её достигла»[3].